# Fata bună din cer
Fata bună din cer este un film românesc din 1977 regizat de Dan Necșulea. Rolurile principale au fost interpretate de actorii Dan Nuțu, Ștefan Mihăilescu-Brăila.

## Distribuție
Distribuția filmului este alcătuită din:
- Traian Stănescu — șef de șantier
- Ștefan Mihăilescu-Brăila
- Cornel Coman — șef de proiect
- Dan Nuțu
- Rodica Mandache — iubita șefului de proiect
- Grigore Gonța